# Джованні II Кріспо
Джова́нні II (італ. Giovanni II Crispo; бл. 1388 — 1433) — 12-й герцог Архіпелагу (Наксосу) в 1418—1433 роках.

## Життєпис
Походив з веронського роду Кріспо. Другий син Франческо I, герцога Архіпелагу, та Марії Санудо, синьйори Мілосу. Народився близько 1388 року. За заповітом батька 1397 року отримав острова Мілос та Кімолос.
У 1418 році після смерті брата Джакомо I стає новим герцогом Архіпелагу. Завдяки посередництву шварга П'єтро Дзені вдалося домогтися визнання своєї влади Венецією, тим самим поклавши край амбіціям удови свого брата Флоренци Соммаріпи. Втім Джованні II мусив визнати зверхність Венеційської республіки. Натомість 1419 року завдяки венеційцям герцогство було включено до мирної угоди з османським султаном Мехмедом I.
У 1420 або 1421 році захопив о. Парос в Марії Соммаріпи, за що Венеція наказала сплатити компенсацію. Але цього герцог не виконав. Разом з тим зберігав гарні торговельні відносини з венеційцями, що сприяло відродженню господарства. У 1425 році за посередництва Венеції вирішив давню суперечку з Флоренцою Соммаріпою стосовно о. Андрос. В компенсацію за острів сплатив 1 тис. золотих дукатів та зобов'язався сплачувати щорічну ренту. 1426 року мусив сплатити данину Османській імперії.
1430 року герцогство Архіпелагу уклало нову угоду — з султаном Мурадом II, загалом підтверджуючи угоду 1419 року. Втім з цього часу османський вплив дедалі посилювався. 1431 році Генуя захопили Наксос і Андрос в помсту за венеційський напад на Хіос.
Помер наприкінці 1433 року. Йому спадкував син Джакомо II.

## Родина
Дружина — Франческа Морозіні.
Діти:
- Джакомо (д/н—1447), 13-й герцог Архіпелагу
- Адріана (д/н—1454), дружина Доменіко Соммаріпа, сеньйора Андроса
- Катерина (д/н — до 1454)